# Hoya minahassae
Hoya minahassae ist eine Pflanzenart der Gattung der Wachsblumen (Hoya) aus der Unterfamilie der Seidenpflanzengewächse (Asclepiadoideae). Sie kommt an der Nordspitze von Sulawesi vor.

## Merkmale
Hoya minahassae ist eine epiphytische Pflanze mit fadenförmigen, fleischigen, biegsamen und spärlich beblätterten Trieben. Die ausgebreiteten, gegenständigen Blätter sind kurz gestielt, die dicken Blattstiele sind 0,7 bis 1 cm lang (1 bis 2 cm). Die fleischig-sukkulenten Blattspreiten sind elliptisch oder lanzettlich-elliptisch, 4 bis 7 cm lang (5 bis 11 cm) und mittig 1,5 bis 2,5 cm breit (3 bis 4 cm). Die Ober- und Unterseiten sind kahl. Die Basis ist keilförmig, der Apex läuft spitz oder auch etwas stumpf aus. Die Blattnervatur tritt bis auf die Mittelrippe nicht prominent hervor.
Der doldenförmige Blütenstand besteht aus bis zu 6 Blüten und hängt nach unten. Die Oberseite ist konkav gewölbt. Die kahlen Blütenstandsstiele sind 1,5 bis 2 cm (0,5 bis 1,5 cm lang) und verhältnismäßig dick. Die Blütenstiele sind kahl und 1,5 bis 2 cm lang. Die eiförmigen Kelchblätter sind etwa 2 mm lang. Die Ränder sind dicht mit Zilien besetzt; ansonsten sind die Kelchblätter kahl. Der Apex ist stumpf. Die Blütenkrone ist sternförmig ausgebreitet bis leicht glockenförmig und  hat einen Durchmesser von 1,3 cm (2 cm) und ist weiß. Die Kronblätter sind zu weniger als der Hälfte verwachsen. Die eiförmigen Kronblattzipfel sind 0,5 cm lang, die Apices sind kurz gespitzt. Sie sind außen kahl, innen fein papillös-flaumig behaart, ausgenommen die Basis und die Apices, die nach oben gebogen sind. Die Nebenkrone ist weiß mit einem roten Zentrum. Die von oben elliptischen Nebenkronenzipfel sind annähernd horizontal ausgebreitet und 3,5 mm lang. Der innere Fortsatz ist spitz und aufsteigend, der äußere Fortsatz ist spitz mit einer Längsrinne. Die breit dreieckig-trapezoidalen Staubbeutel sind etwas kürzer als die inneren Fortsätze der Nebenkronenzipfel. Die hyalinen Anhänge der Staubbeutel sind zugespitzt. Die Pollinia sind länglich, etwas schief mit hyalinem, breiten äußeren Rand. Die Caudiculae sind sehr kurz, dünn und ungeflügelt, das Corpusculum ist sehr klein und rhombisch. Der Griffelkopf ist konisch.
Die Früchte sind dünn-spindelförmig 11 cm lang und messen nur 0,3 cm im Durchmesser, der Apex ist schnabelförmig ausgezogen.

## Ähnliche Art
Schlechter schreibt: dass Hoya minahassae die nächsten Beziehungen zu Hoya collina Schltr. von Papua Neu-Guinea zu haben scheint. Leider führt er nicht aus, welche Beziehungen das sind.

## Geographische Verbreitung und Habitat
Hoya minahassae wurde bisher nur bei Tomohon auf der nordöstlichsten Spitze der Insel Sulawesi (Indonesien) gefunden. Sie wurde dort von Schlechter blühend im November 1909 auf 800 m über Meereshöhe gefunden.

## Taxonomie
Das Taxon wurde 1916 von Rudolf Schlechter beschrieben. Der Holotypus wird unter der Nummer Schlechter #20434, im Herbarium des Botanischen Garten Berlin aufbewahrt. Sie wird von der Datenbank Plants of the World Online als gültiges Taxon akzeptiert.